# وستی‌پیتانت
وستی‌پیتانت (انگلیسی: Vestipitant) دارویی است که توسط GlaxoSmithKline تولید شده است که به عنوان یک آنتاگونیست انتخابی برای گیرنده NK1 عمل می‌کند. این دارو به عنوان یک داروی بالقوه ضد استفراغ و ضد اضطراب و به عنوان درمانی برای وزوز گوش و بی‌خوابی در دست توسعه است.